# Land Rover Discovery Sport
Land Rover Discovery Sport – samochód osobowy typu SUV klasy kompaktowej produkowany pod brytyjską marką Land Rover od 2014 roku.

## Historia i opis modelu

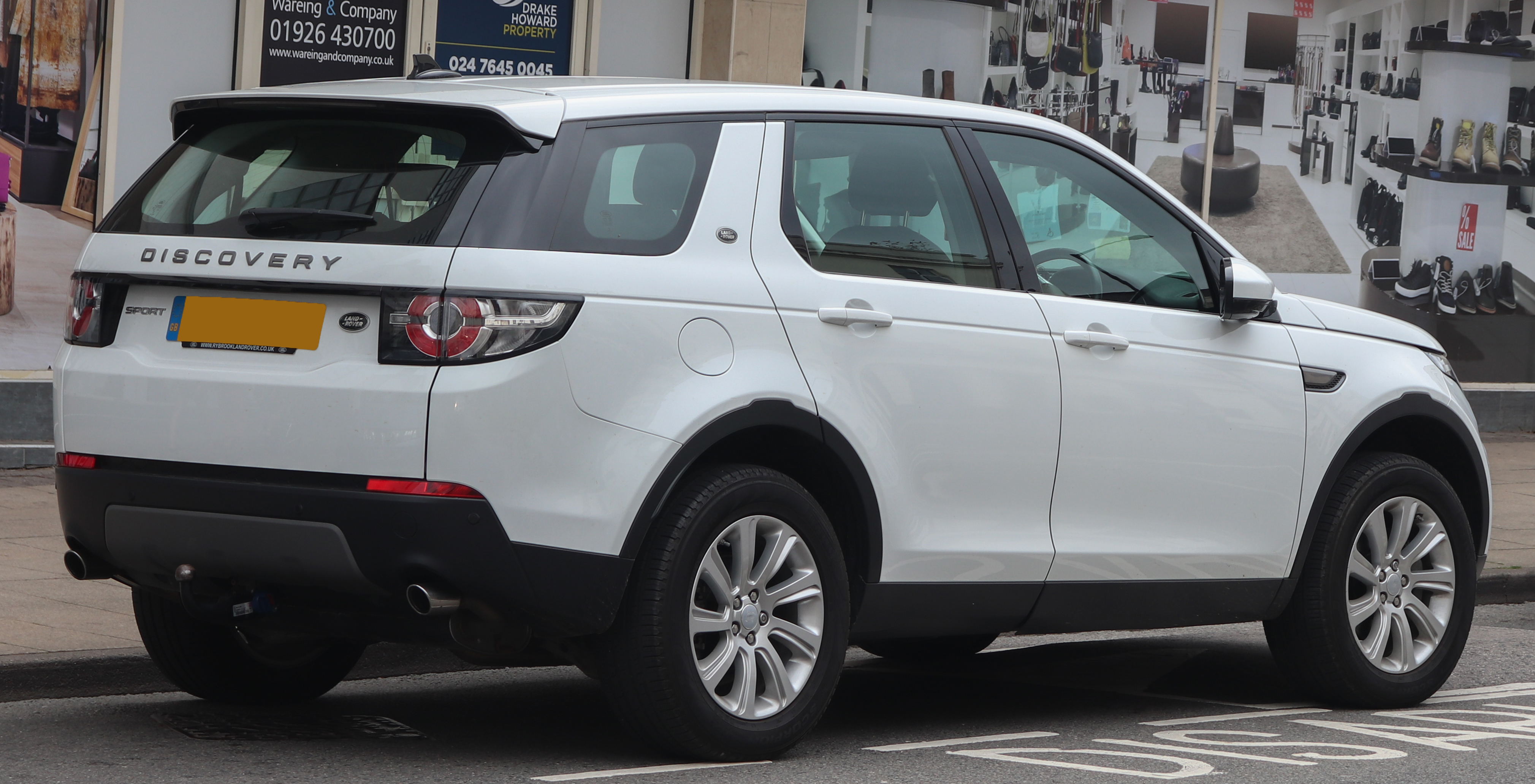
Land Rover Discovery Sport - tył

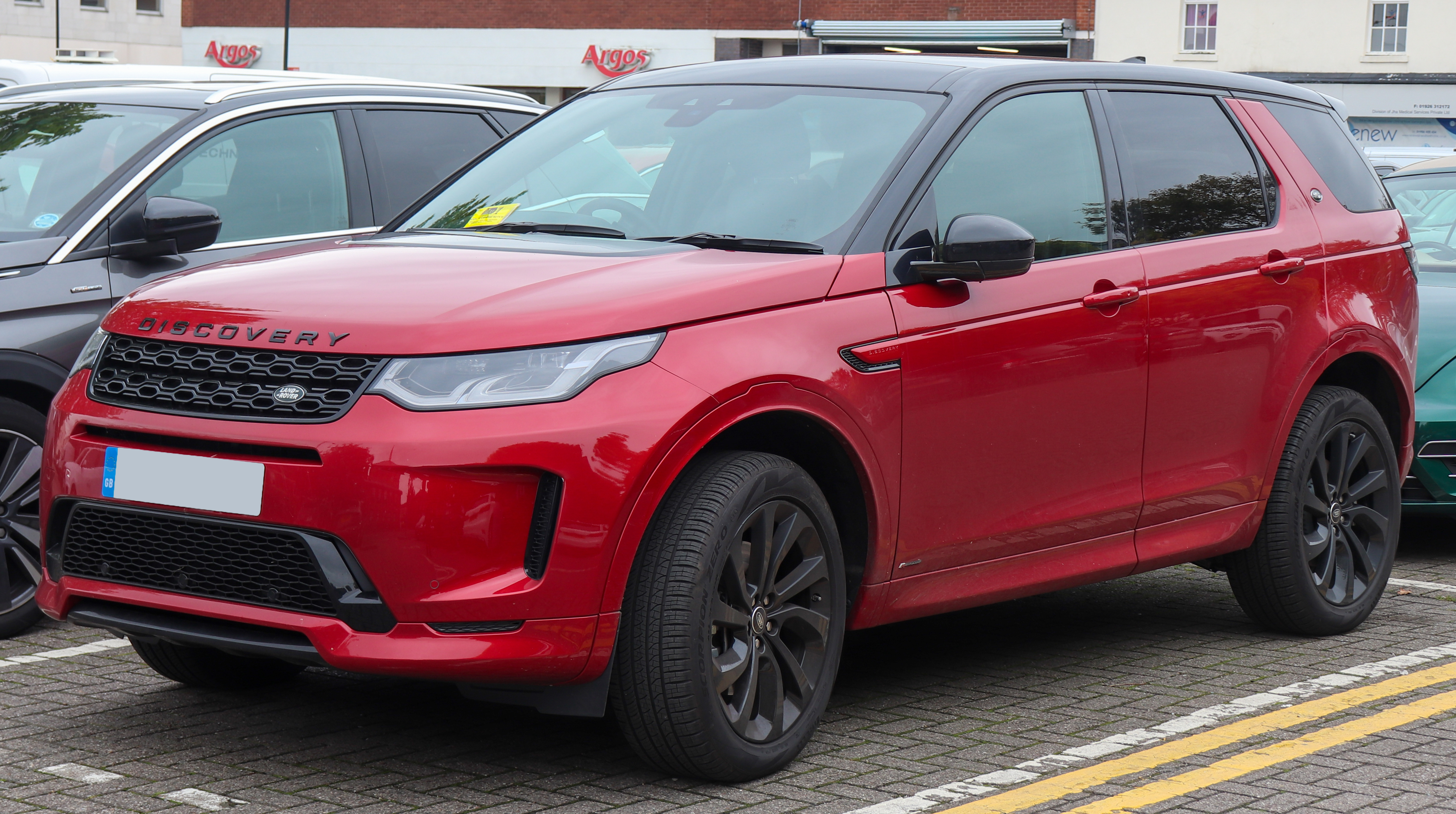
Land Rover Discovery Sport po liftingu

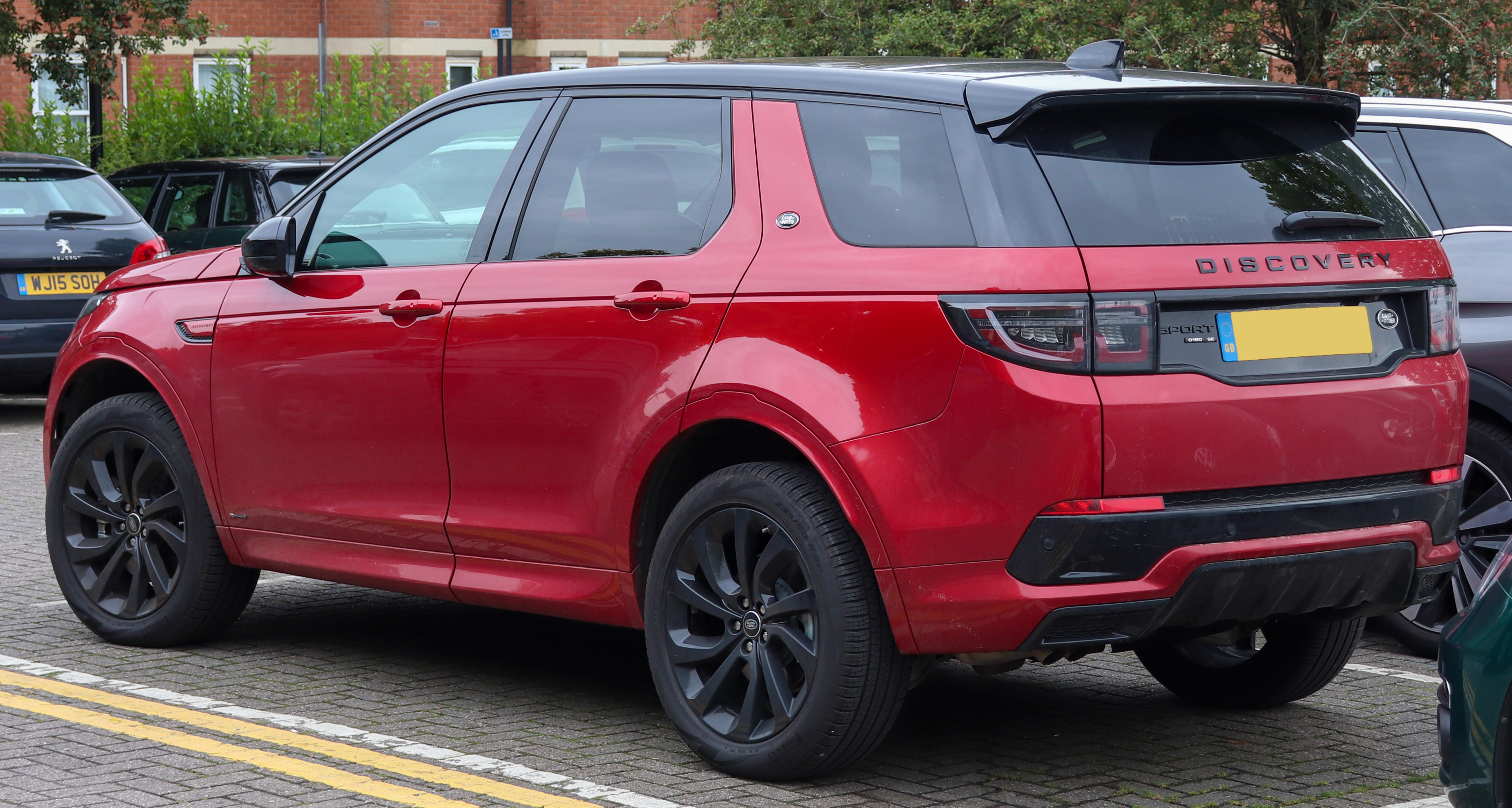
Land Rover Discovery Sport - tył po liftingu

Pojazd po raz pierwszy został zaprezentowany podczas targów motoryzacyjnych w Paryżu w październiku 2014 roku. Auto zostało poprzedzone konceptem zaprezentowanym w kwietniu 2014 roku pod nazwą Land Rover Discovery Vision Concept.
Samochód otrzymał charakterystyczny dla modeli Discovery design wzbogacony o dodatki luksusowego Range Rovera. Sportowy wygląd pojazdu wzbogacić można o pakiet Black, który obejmuje grill, obudowy lusterek, kratki wentylacyjne na przednich błotnikach oraz litery na masce silnika i tylnej klapie pokryte czarnym błyszczącym lakierem oraz 19 lub 20-calowe alufelgi. Nadwozie pojazdu zostało zbudowane z wysokowytrzymałej stali, ultra wysokowytrzymałej stali borowej oraz aluminium. Konstrukcja przodu zawiera magnezową belkę poprzeczną. We wnętrzu pojazdu zastosowano analogowe zegary pomiędzy którymi umieszczono 5-calowy wyświetlacz TFT. Na szczycie konsoli środkowej umieszczono 8-calowy ekran dotykowy będący częścią systemu multimedialnego.
W styczniu 2015 roku auto nagrodzone zostało prestiżowym wyróżnieniem "Best in Class" przez EuroNCAP - organizację badającą poziom bezpieczeństwa nowych samochodów srzedawanych na europejskich rynkach. W testach zderzeniowych samochód otrzymał maksymalną ogólną notę - pięciu gwiazdek. 

### Lifting
W maju 2019 roku Discovery Sport przeszedł gruntowną modernizację, w ramach której zmieniono wygląd zderzaków, a także pojawiły się nowe wkłady przednich i tylnych lamp wykonane teraz w pełni w technologii LED. Ponadto, odświeżono także projekt kokpitu, gdzie pojawiło się mniej przycisków na rzecz ekranów dotykowych. Pojawiły się też nowe kolory nadwozia i warianty wyposażeniowe.

### Wersje wyposażeniowe
- S
- SE
- HSE
- HSE Luxury

Standardowe wyposażenie pojazdu obejmuje m.in. poduszkę powietrzną chroniącą pieszych oraz autonomiczny system hamowania awaryjnego.
Opcjonalnie samochód wyposażyć można m.in. w montowane w nagłówkach przednich foteli uchwyty do iPada, chłodziarkę oraz ogrzewacz montowany w centralnym podłokietniku.